# Phasicnecus pira
Phasicnecus pira är en fjärilsart som beskrevs av Druce 1896. Phasicnecus pira ingår i släktet Phasicnecus och familjen Eupterotidae. Inga underarter finns listade i Catalogue of Life.